# День защиты детей Африки
«День защиты детей Африки» (англ. Day of the African Child) — международный день, который призван обратить внимание политиков всех стран и мировой общественности на проблемы, с которыми сталкиваются дети в африканских странах. Эта дата отмечается ежегодно 16 июня. Название «День защиты детей Африки» довольно прочно прижилось в Российской Федерации и СНГ, хотя дословно с английского название этого праздника переводится на русский язык как «День африканского ребёнка».

## История Дня защиты детей Африки

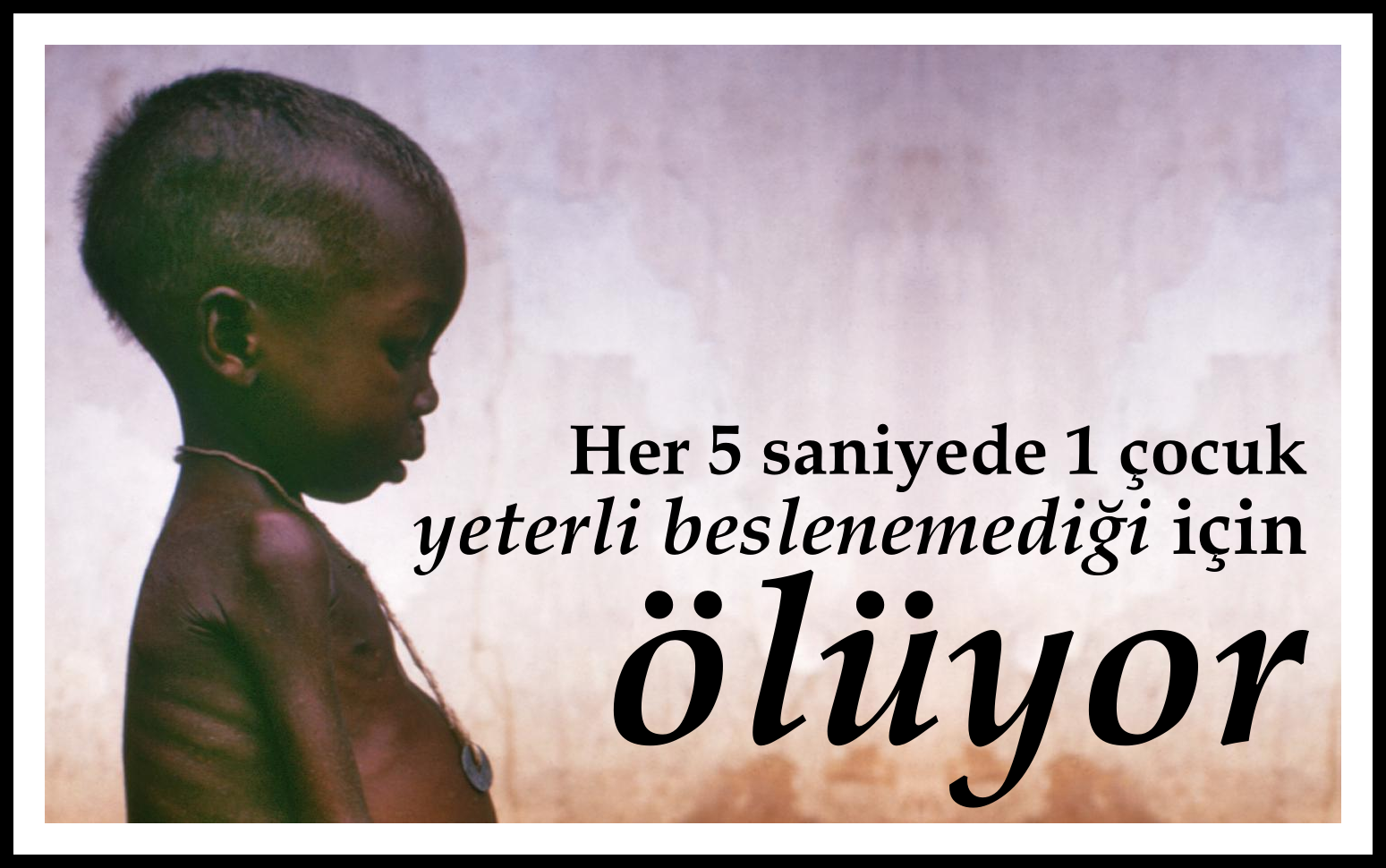
Надпись на плакате: «Каждые 5 минут от недоедания умирает ещё 1 ребёнок»

Впервые праздник отмечался в 1991 году. Инициатором его проведения стала Организация африканского единства. Дата для проведения этого праздника была выбрана не случайно: это своеобразная дань памяти погибшим в 1976 году. В ЮАР, в Соуэто (юго-западная окраина Йоханнесбурга) 16 июня 1976 года около десяти тысяч чернокожих школьников и студентов прошли в колонне длиной более полумили, протестуя против низкого качества образования и требуя право получать образование на своем родном языке. В итоге властями, проповедующими политику апартеида, сотни молодых людей, по сути, детей были расстреляны. Более ста человек погибли в результате протестов в следующие две недели, и более тысячи получили ранения или были покалечены. После расстрела демонстрации учащихся, протестовавших против введения обучения на языке африкаанс, началось восстание против всей системы апартеида и господства белого населения, охватившее практически все слои населения пригорода и поддержанное в других районах и городах ЮАР. Начались всеобщие политические забастовки в августе-ноябре 1976 года. Только по официальным (явно заниженным) данным, с 16 июня 1976 по 28 февраля 1977 года в ходе восстания в результате полицейских расстрелов погибло 575 человек, арестовано около шести тысяч человек. Восстание стало началом нового этапа освободительной борьбы, возглавляемой Африканским национальным конгрессом. 9 мая 1994 года президентом ЮАР стал Нельсон Мандела, режим апартеида рухнул.

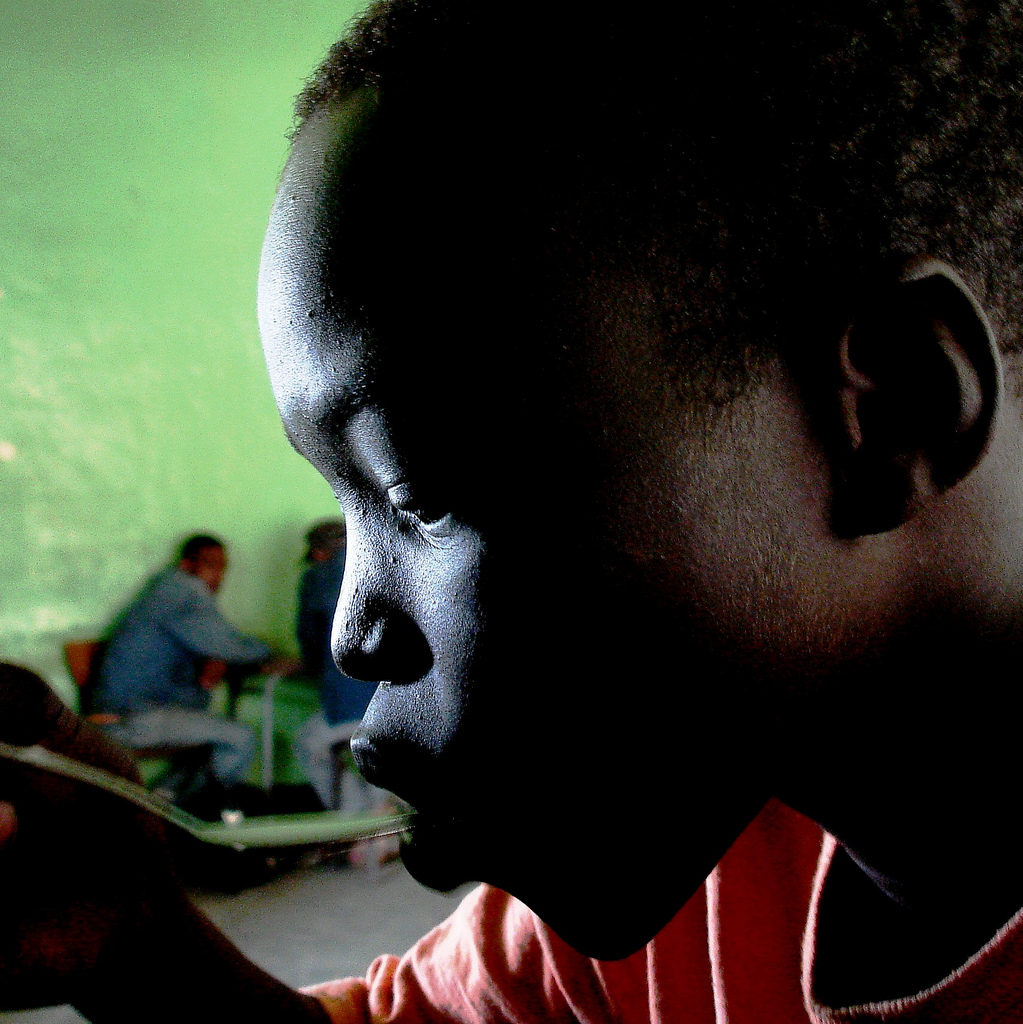
Лагерь беженцев

Однако на этом «детские» проблемы не закончились, и ситуация с правами ребёнка в Африке по-прежнему остаётся сложной. Если в благополучной Европе и Америке проблемы детей — это отрицательные последствия телевизионных просмотров и многочасового сидения за компьютерными играми, то в Африке детям нередко угрожают голод, СПИД, неграмотность и даже смерть во время многочисленных военных столкновений. Уровень детской смертности в наименее развитых странах Африки почти в два раза выше, чем в развивающихся.
В этот день работающие в странах Африки благотворительные общественные организации и фонды проводят всевозможные акции, направленные на то, чтобы облегчить жизнь африканских детей. Проводятся обучающие семинары и показы кинофильмов, организовываются концерты и спектакли, словом, делается всё, чтобы дети не чувствовали себя забытыми и ненужными. Поэтому «День защиты детей Африки» можно назвать не просто международным днём, а настоящим праздником для маленьких человечков.
«День защиты детей Африки» не является нерабочим днём, если, в зависимости от года, не выпадает на выходной.